# Mónica Olave
Mónica Olave (Montevideo, 1957) es una profesora de matemática, conferencista e investigadora uruguaya.

## Biografía
Estudió en el Instituto de Profesores Artigas el profesorado de matemática y luego estudió un máster de Matemática Educativa en Centro de Investigación en Ciencia Aplicada y Tecnología Avanzada, Instituto Politécnico Nacional (CICATA-IPN), México. Su campo de investigación es la formación de profesores de matemática y trabajó como profesora de didáctica de la matemática en el Instituto de Profesores Artigas hasta 2023. Publicó varios libros e investigaciones.
Ganadora del Premio de Literatura 2011 por el libro Gente en obra, Premios de Literatura 2012 por el libro "Las preguntas de Arquímedes", y del Premio de Literatura 2016 por El desafío de los números.

## Libros
- 2013, Matemática 2 (con Cristina Ochoviet). (ISBN 978-9974-95-681-0)
- 2003, Matemática 3 (con Cristina Ochoviet). (ISBN 978-9974-95-291-1)
- 2006, Matemática 4 (con Cristina Ochoviet). (ISBN 978-9974-95-459-5)
- 2011, Integrando la matemática con su historia en los procesos de enseñanza (ISBN 978-9974-682-8)
- 2012, Gente en obra (con Mario Dalcín). (ISBN 978-9974-98-863-7)
- 2013, Las preguntas de Arquímedes (con Mario Dalcín). (ISBN 978-9974-99-313-6)
- 2015, ¿Cuál es el título de este libro? volumen 1 (con Gustavo Franco y Fabián Vitabar) (ISBN  978-9974-8495-0-1)
- 2017, El desafío de los números (con Mario Dalcín).
- 2018, ¿Cuál es el título de este libro? volumen 2 (con Gustavo Franco y Fabián Vitabar)  (ISBN 978-9974-8495-2-5)
- 2022, Diseño de tareas y prácticas de enseñanza de la matemática.